# Eerste divisie 1957/58
Het seizoen 1957/58 van de Nederlandse Eerste Divisie bestond uit 32 clubs die verdeeld waren in twee competities. Willem II won in A en SHS in B. Beide clubs promoveerden naar de Eredivisie.

## Nieuwkomers en wijzigingen

### Eerste divisie A
Promotie Tweede divisie 1956/57:
- RBC

Degradatie Eredivisie 1956/57:
- Willem II

Overgeplaatst uit poule B:
- AGOVV
- D.F.C.
- EDO
- Excelsior
- Helmond
- Vitesse
- Volendam

### Eerste divisie B
Promotie uit de Tweede divisie 1957/58:
- Leeuwarden

Degradatie uit de Eredivisie 1957/58:
- Eindhoven

Overgeplaatst uit poule A:
- Haarlem
- Helmondia '55
- KFC
- Limburgia
- De Volewijckers
- Wageningen
- Xerxes

## Eerste divisie A

### Deelnemende teams
| Club          | Plaats     | Accommodatie           | Capaciteit | Trainer          |
| ------------- | ---------- | ---------------------- | ---------- | ---------------- |
| AGOVV         | Apeldoorn  | Berg & Bos             | 20.000     | Ben Tap          |
| Alkmaar '54   | Alkmaar    | Alkmaarderhout         | 20.000     | Kick Smit        |
| D.F.C.        | Dordrecht  | Krommedijk             | 12.000     | Ludwig Veg       |
| DWS           | Amsterdam  | Olympisch Stadion      | 65.000     | Toon Bruins Slot |
| De Graafschap | Doetinchem | De Vijverberg          | 12.500     | Jan Poulus       |
| EDO           | Haarlem    | Noordersportpark       | 10.000     | Piet Kluit       |
| Excelsior     | Rotterdam  | Woudestein             | 11.000     | Bob Janse        |
| Helmond       | Helmond    | Houtsdonk              | 8.500      | Ron Dellow       |
| HVC           | Amersfoort | Birkhoven              | 10.000     | Bas Paauwe       |
| RBC           | Roosendaal | De Luiten              | 5.900      | Frans Tausch     |
| Roda Sport    | Kerkrade   | Jonkerbergstraat       | 10.000     | Günther Schmidt  |
| SVV           | Schiedam   | Frankelandsedijk       | 15.000     | Arie de Vroet    |
| Vitesse       | Arnhem     | Nieuw-Monnikenhuize    | 18.000     | Louis Pastoor    |
| Volendam      | Volendam   | Julianastraat          | 15.000     | Leen van Woerkom |
| VSV           | Velsen     | Schoonenberg           | 18.000     | Willy Hazeveld   |
| Willem II     | Tilburg    | Gemeentelijk Sportpark | 20.000     | Wudi Müller      |

### Eindstand
| pos | club          | gs | w  | g | v  | pnt | dv | dt | ds  |
| --- | ------------- | -- | -- | - | -- | --- | -- | -- | --- |
| 1.  | Willem II     | 30 | 18 | 7 | 5  | 43  | 79 | 46 | 33  |
| 2.  | D.F.C.        | 30 | 18 | 7 | 5  | 43  | 71 | 36 | 35  |
| 3.  | HVC           | 30 | 18 | 5 | 7  | 41  | 78 | 37 | 41  |
| 4.  | De Graafschap | 30 | 16 | 3 | 11 | 35  | 63 | 57 | 6   |
| 5.  | Vitesse       | 30 | 16 | 3 | 11 | 35  | 63 | 58 | 5   |
| 6.  | Volendam      | 30 | 14 | 6 | 10 | 34  | 62 | 47 | 15  |
| 7.  | SVV           | 30 | 14 | 6 | 10 | 34  | 59 | 54 | 5   |
| 8.  | Excelsior     | 30 | 14 | 6 | 10 | 34  | 46 | 42 | 4   |
| 9.  | Alkmaar '54   | 30 | 13 | 6 | 11 | 32  | 57 | 51 | 6   |
| 10. | Helmond       | 30 | 12 | 7 | 11 | 31  | 48 | 46 | 2   |
| 11. | DWS2          | 30 | 11 | 4 | 15 | 26  | 54 | 58 | -4  |
| 12. | VSV           | 30 | 8  | 5 | 17 | 21  | 33 | 61 | -28 |
| 13. | RBC           | 30 | 6  | 7 | 17 | 19  | 40 | 66 | -26 |
| 14. | AGOVV         | 30 | 7  | 5 | 18 | 19  | 41 | 70 | -29 |
| 15. | Roda Sport    | 30 | 5  | 7 | 18 | 17  | 34 | 66 | -32 |
| 16. | EDO           | 30 | 5  | 6 | 19 | 16  | 24 | 57 | -33 |

2 DWS fuseert voor het volgend seizoen met Eredivisionist Amsterdam tot DWS/A en neemt diens plaats in de Eredivisie over.

### Legenda
| Kleur | Kwalificatie voor                 |
| ----- | --------------------------------- |
|       | Promotie naar de Eredivisie       |
|       | Degradatie naar de Tweede divisie |

### Uitslagen
|               | AGO   | ALK   | DFC   | DWS   | EDO   | EXC   | GRA   | HVV   | HVC   | RBC   | RSP   | SVV   | VIT   | VOL   | VSV   | WIL   |
| ------------- | ----- | ----- | ----- | ----- | ----- | ----- | ----- | ----- | ----- | ----- | ----- | ----- | ----- | ----- | ----- | ----- |
| AGOVV         |       | 1 – 4 | 0 – 0 | 3 – 1 | 1 – 1 | 2 – 3 | 2 – 3 | 2 – 3 | 1 – 3 | 2 – 4 | 1 – 0 | 1 – 6 | 0 – 4 | 2 – 0 | 4 – 0 | 2 – 3 |
| Alkmaar '54   | 2 – 1 |       | 2 – 1 | 3 – 2 | 1 – 1 | 0 – 0 | 2 – 3 | 1 – 3 | 1 – 1 | 8 – 0 | 3 – 1 | 7 – 1 | 1 – 2 | 1 – 2 | 4 – 0 | 1 – 5 |
| D.F.C.        | 2 – 2 | 3 – 0 |       | 3 – 1 | 4 – 1 | 2 – 0 | 2 – 1 | 2 – 1 | 1 – 1 | 2 – 1 | 3 – 0 | 6 – 1 | 6 – 1 | 2 – 0 | 3 – 0 | 1 – 1 |
| DWS           | 8 – 1 | 1 – 0 | 2 – 4 |       | 3 – 1 | 2 – 2 | 3 – 1 | 0 – 0 | 0 – 1 | 2 – 0 | 1 – 1 | 3 – 1 | 1 – 3 | 1 – 1 | 1 – 0 | 3 – 6 |
| EDO           | 1 – 0 | 0 – 3 | 1 – 2 | 1 – 3 |       | 0 – 0 | 1 – 0 | 2 – 1 | 0 – 3 | 1 – 1 | 2 – 2 | 1 – 2 | 0 – 1 | 3 – 2 | 1 – 0 | 2 – 4 |
| Excelsior     | 1 – 0 | 1 – 1 | 1 – 4 | 3 – 1 | 1 – 0 |       | 3 – 1 | 2 – 1 | 3 – 0 | 1 – 0 | 2 – 1 | 1 – 2 | 3 – 0 | 0 – 1 | 4 – 1 | 1 – 2 |
| De Graafschap | 3 – 2 | 1 – 1 | 6 – 2 | 2 – 1 | 4 – 1 | 3 – 3 |       | 3 – 1 | 2 – 1 | 3 – 1 | 4 – 0 | 0 – 3 | 3 – 1 | 0 – 3 | 2 – 4 | 1 – 0 |
| Helmond       | 2 – 0 | 3 – 0 | 1 – 2 | 3 – 1 | 2 – 1 | 1 – 1 | 1 – 3 |       | 4 – 2 | 3 – 1 | 1 – 0 | 3 – 2 | 2 – 3 | 2 – 2 | 1 – 2 | 1 – 3 |
| HVC           | 0 – 1 | 2 – 2 | 1 – 1 | 5 – 3 | 3 – 0 | 0 – 1 | 6 – 2 | 1 – 1 |       | 4 – 0 | 7 – 0 | 5 – 1 | 7 – 1 | 4 – 1 | 3 – 0 | 1 – 2 |
| RBC           | 0 – 0 | 2 – 3 | 1 – 5 | 2 – 0 | 2 – 0 | 4 – 0 | 2 – 1 | 1 – 1 | 1 – 2 |       | 3 – 1 | 2 – 3 | 1 – 3 | 1 – 2 | 1 – 1 | 1 – 1 |
| Roda Sport    | 2 – 2 | 2 – 0 | 2 – 1 | 1 – 2 | 1 – 0 | 2 – 1 | 1 – 2 | 1 – 1 | 3 – 5 | 0 – 0 |       | 3 – 0 | 2 – 2 | 2 – 5 | 0 – 1 | 0 – 1 |
| SVV           | 0 – 2 | 5 – 1 | 2 – 3 | 3 – 1 | 1 – 0 | 1 – 0 | 2 – 0 | 3 – 0 | 1 – 2 | 4 – 1 | 2 – 1 |       | 2 – 3 | 3 – 0 | 2 – 2 | 0 – 0 |
| Vitesse       | 4 – 2 | 0 – 1 | 1 – 0 | 3 – 1 | 6 – 1 | 4 – 3 | 1 – 3 | 3 – 1 | 0 – 1 | 4 – 1 | 3 – 3 | 1 – 1 |       | 2 – 1 | 4 – 1 | 0 – 2 |
| Volendam      | 6 – 2 | 1 – 2 | 1 – 1 | 2 – 3 | 3 – 1 | 4 – 1 | 1 – 2 | 1 – 2 | 2 – 0 | 1 – 1 | 3 – 2 | 3 – 3 | 2 – 0 |       | 3 – 1 | 4 – 2 |
| VSV           | 1 – 2 | 0 – 1 | 1 – 1 | 0 – 3 | 0 – 0 | 0 – 1 | 3 – 1 | 1 – 2 | 0 – 2 | 3 – 2 | 3 – 0 | 1 – 1 | 1 – 0 | 0 – 4 |       | 4 – 3 |
| Willem II     | 3 – 0 | 6 – 1 | 3 – 2 | 2 – 0 | 1 – 0 | 2 – 3 | 3 – 3 | 0 – 0 | 2 – 5 | 5 – 3 | 5 – 0 | 1 – 1 | 5 – 3 | 1 – 1 | 5 – 2 |       |

### Play-off kampioenschap
Willem II en DFC eindigden bovenaan op hetzelfde puntenaantal en daarom moest er een beslissingswedstrijd gespeeld worden op neutraal terrein om uit te maken wie zich de kampioen mocht noemen. Willem II werd de kampioen en promoveerde naar de Eredivisie. DFC bleef in de Eerste divisie.
| Datum + plaats                                                                        | Wedstrijd          | Uitslag       | Scoreverloop                                                                            |
| ------------------------------------------------------------------------------------- | ------------------ | ------------- | --------------------------------------------------------------------------------------- |
| 7 juni 1958, 's-Hertogenbosch, De Vliert 28.000 toeschouwers Scheidsrechter: Leo Horn | Willem II – D.F.C. | 3 – 1 (3 – 0) | 12' Nico van Elderen 1–0, 23' Gerrit de Wit 2–0, 34' Kurt Zaro 3-0, 86' Bas Hijbeek 3-1 |

### Topscorers
| #  | Naam           | Club          | Goal |
| -- | -------------- | ------------- | ---- |
| 1. | Wout Heinen    | HVC           | 37   |
| 2. | Arie de Oude   | DWS           | 25   |
| 2. | Dick Tol       | Volendam      | 25   |
| 4. | Piet de Jong   | Willem II     | 19   |
| 4. | Coy Koopal     | Willem II     | 19   |
| 4. | Piet Meeusen   | D.F.C.        | 19   |
| 7. | Piet Slui      | Excelsior     | 18   |
| 8. | Corrie Corbeau | SVV           | 17   |
| 9. | Bennie Sluiter | De Graafschap | 16   |
| 9. | Theo Spierings | Helmond       | 16   |

## Eerste divisie B

### Deelnemende teams
| Club            | Plaats           | Accommodatie           | Capaciteit | Trainer                          |
| --------------- | ---------------- | ---------------------- | ---------- | -------------------------------- |
| De Volewijckers | Amsterdam        | Mosveld                | 15.000     | Evert Teunissen                  |
| Eindhoven       | Eindhoven        | Aalsterweg             | 27.000     | Lajos Tóth en T. de Zeeuw        |
| Fortuna         | Vlaardingen      | Floreslaan             | 12.000     | Rinus Smits                      |
| Haarlem         | Haarlem          | Jan Gijzenkade         | 14.500     | Ben Peeters                      |
| Helmondia '55   | Helmond          | De Braak               | 12.000     | Piet van der Sluijs József Veréb |
| Hermes DVS      | Schiedam         | Damlaan                | 14.000     | Tinus van der Pijl               |
| KFC             | Koog aan de Zaan | Breestraat             | 10.000     | Wim Blokland                     |
| SHS             | Den Haag         | Houtrust               | 25.000     | Kees van Dijke                   |
| Leeuwarden      | Leeuwarden       | Gemeentelijk Sportpark | 16.000     | Piet Dubbelman                   |
| Limburgia       | Brunssum         | Venweg                 | 15.500     | Franz Fuchs                      |
| RCH             | Heemstede        | Sportparklaan          | 18.000     | Leslie Talbot                    |
| Rigtersbleek    | Enschede         | Heekstraat             | 12.000     | Ernie Robinson                   |
| Sittardia       | Sittard          | Sittardia-terrein      | 17.000     | Frans Debruijn                   |
| Stormvogels     | Velsen           | Schoonenberg           | 18.000     | Arie Rentenaar                   |
| Wageningen      | Wageningen       | De Wageningse Berg     | 16.000     | Bob Moll                         |
| Xerxes          | Rotterdam        | Xerxesweg              | 10.000     | Leen Vente Toon van den Enden    |

### Eindstand
| pos | club            | gs | w  | g  | v  | pnt | dv | dt | ds  |
| --- | --------------- | -- | -- | -- | -- | --- | -- | -- | --- |
| 1.  | SHS             | 30 | 19 | 6  | 5  | 44  | 80 | 48 | 32  |
| 2.  | Stormvogels     | 30 | 19 | 4  | 7  | 42  | 76 | 48 | 28  |
| 3.  | Leeuwarden      | 30 | 17 | 6  | 7  | 40  | 74 | 45 | 29  |
| 4.  | Sittardia       | 30 | 15 | 6  | 9  | 36  | 61 | 44 | 17  |
| 5.  | Haarlem         | 30 | 14 | 3  | 13 | 31  | 47 | 48 | -1  |
| 6.  | De Volewijckers | 30 | 12 | 6  | 12 | 30  | 47 | 49 | -2  |
| 7.  | Eindhoven       | 30 | 11 | 7  | 12 | 29  | 62 | 58 | 4   |
| 8.  | RCH             | 30 | 12 | 5  | 13 | 29  | 55 | 56 | -1  |
| 9.  | Limburgia       | 30 | 10 | 8  | 12 | 28  | 54 | 52 | 2   |
| 10. | Wageningen      | 30 | 9  | 10 | 11 | 28  | 67 | 69 | -2  |
| 11. | Helmondia '55   | 30 | 11 | 6  | 13 | 28  | 46 | 54 | -8  |
| 12. | Hermes DVS      | 30 | 10 | 7  | 13 | 27  | 55 | 58 | -3  |
| 13. | Fortuna         | 30 | 8  | 9  | 13 | 25  | 51 | 77 | -26 |
| 14. | KFC             | 30 | 7  | 9  | 14 | 23  | 35 | 56 | -21 |
| 15. | Rigtersbleek    | 30 | 7  | 8  | 15 | 22  | 51 | 74 | -23 |
| 16. | Xerxes          | 30 | 6  | 6  | 18 | 18  | 39 | 64 | -25 |

### Legenda
| Kleur | Kwalificatie voor                 |
| ----- | --------------------------------- |
|       | Promotie naar de Eredivisie       |
|       | Degradatie naar de Tweede divisie |

### Uitslagen
|                 | EVV   | FVL   | HFC   | H55   | DVS   | KFC   | LEE   | LIM   | RCH   | RIG   | SHS   | SIT   | STO   | VWK   | WAG   | XER   |
| --------------- | ----- | ----- | ----- | ----- | ----- | ----- | ----- | ----- | ----- | ----- | ----- | ----- | ----- | ----- | ----- | ----- |
| Eindhoven       |       | 2 – 2 | 4 – 2 | 2 – 0 | 3 – 2 | 2 – 1 | 4 – 2 | 3 – 3 | 2 – 2 | 3 – 3 | 2 – 4 | 2 – 3 | 5 – 0 | 2 – 1 | 3 – 3 | 1 – 0 |
| Fortuna         | 1 – 5 |       | 3 – 1 | 4 – 2 | 3 – 6 | 1 – 1 | 1 – 5 | 3 – 0 | 2 – 1 | 2 – 3 | 0 – 3 | 0 – 3 | 2 – 4 | 1 – 1 | 5 – 3 | 2 – 2 |
| Haarlem         | 0 – 1 | 2 – 3 |       | 2 – 2 | 1 – 2 | 1 – 1 | 2 – 0 | 1 – 0 | 2 – 0 | 3 – 1 | 3 – 1 | 2 – 1 | 1 – 3 | 3 – 0 | 0 – 0 | 2 – 0 |
| Helmondia '55   | 1 – 0 | 2 – 0 | 1 – 2 |       | 1 – 2 | 5 – 1 | 2 – 2 | 1 – 1 | 2 – 2 | 3 – 0 | 1 – 1 | 2 – 1 | 2 – 2 | 0 – 4 | 1 – 3 | 1 – 0 |
| Hermes DVS      | 3 – 1 | 1 – 1 | 1 – 0 | 0 – 1 |       | 0 – 1 | 2 – 3 | 3 – 1 | 1 – 2 | 0 – 0 | 1 – 2 | 2 – 2 | 0 – 4 | 2 – 0 | 0 – 0 | 1 – 2 |
| KFC             | 2 – 1 | 2 – 4 | 0 – 2 | 3 – 1 | 1 – 1 |       | 1 – 2 | 1 – 1 | 0 – 1 | 2 – 3 | 0 – 5 | 0 – 0 | 1 – 4 | 2 – 1 | 3 – 2 | 2 – 2 |
| Leeuwarden      | 2 – 2 | 2 – 0 | 5 – 1 | 3 – 1 | 6 – 4 | 4 – 1 |       | 4 – 2 | 1 – 1 | 2 – 1 | 0 – 1 | 3 – 0 | 1 – 2 | 2 – 2 | 3 – 0 | 1 – 0 |
| Limburgia       | 2 – 1 | 4 – 1 | 2 – 3 | 0 – 1 | 1 – 1 | 1 – 0 | 2 – 2 |       | 2 – 1 | 1 – 3 | 3 – 1 | 2 – 2 | 1 – 2 | 6 – 0 | 1 – 2 | 4 – 0 |
| RCH             | 1 – 3 | 5 – 1 | 0 – 1 | 1 – 0 | 2 – 2 | 3 – 1 | 2 – 4 | 2 – 2 |       | 4 – 3 | 5 – 2 | 1 – 0 | 2 – 1 | 0 – 1 | 1 – 6 | 2 – 0 |
| Rigtersbleek    | 4 – 1 | 2 – 2 | 0 – 1 | 0 – 3 | 2 – 6 | 1 – 1 | 1 – 0 | 1 – 4 | 2 – 1 |       | 1 – 3 | 1 – 2 | 2 – 1 | 3 – 4 | 2 – 2 | 0 – 0 |
| SHS             | 3 – 2 | 1 – 1 | 2 – 0 | 5 – 2 | 5 – 3 | 2 – 2 | 2 – 1 | 2 – 0 | 6 – 4 | 5 – 1 |       | 3 – 2 | 0 – 2 | 4 – 1 | 4 – 1 | 3 – 0 |
| Sittardia       | 3 – 2 | 4 – 0 | 4 – 1 | 0 – 1 | 5 – 2 | 4 – 1 | 1 – 1 | 1 – 2 | 3 – 2 | 4 – 1 | 2 – 1 |       | 1 – 1 | 1 – 1 | 2 – 1 | 4 – 2 |
| Stormvogels     | 3 – 2 | 7 – 1 | 4 – 2 | 5 – 3 | 3 – 1 | 2 – 1 | 2 – 3 | 3 – 2 | 2 – 1 | 2 – 2 | 1 – 2 | 2 – 0 |       | 0 – 1 | 4 – 4 | 4 – 0 |
| De Volewijckers | 2 – 0 | 0 – 0 | 2 – 1 | 5 – 2 | 0 – 1 | 0 – 1 | 2 – 0 | 1 – 2 | 2 – 1 | 2 – 2 | 1 – 1 | 1 – 3 | 2 – 0 |       | 3 – 4 | 3 – 0 |
| Wageningen      | 1 – 1 | 3 – 3 | 3 – 2 | 3 – 0 | 2 – 4 | 0 – 0 | 0 – 6 | 5 – 1 | 1 – 2 | 6 – 5 | 2 – 2 | 3 – 0 | 2 – 3 | 1 – 3 |       | 3 – 4 |
| Xerxes          | 2 – 0 | 0 – 2 | 2 – 3 | 0 – 2 | 3 – 1 | 0 – 2 | 3 – 4 | 1 – 1 | 1 – 3 | 4 – 1 | 4 – 4 | 1 – 3 | 1 – 3 | 4 – 1 | 1 – 1 |       |

### Topscorers
| #  | Naam             | Club          | Goal |
| -- | ---------------- | ------------- | ---- |
| 1. | Jan van Geen     | SHS           | 31   |
| 2. | André Hofman     | Leeuwarden    | 26   |
| 3. | Cees Groot       | Stormvogels   | 23   |
| 4. | Jaap van Oosten  | Leeuwarden    | 21   |
| 4. | Wim Zwarts       | SHS           | 21   |
| 6. | Gerrit Trooster  | Rigtersbleek  | 20   |
| 7. | Harie Ehlen      | Sittardia     | 19   |
| 7. | André Roosenburg | Helmondia '55 | 19   |
| 9. | Henk Janssen     | Stormvogels   | 18   |
| 9. | Dries Mul        | RCH           | 18   |

Eerste klasse

1955/56

Eerste divisie

1956/57 · 1957/58 · 1958/59 · 1959/60 · 1960/61 · 1961/62 · 1962/63 · 1963/64 · 1964/65 · 1965/66 · 1966/67 · 1967/68 · 1968/69 · 1969/70 · 1970/71 · 1971/72 · 1972/73 · 1973/74 · 1974/75 · 1975/76 · 1976/77 · 1977/78 · 1978/79 · 1979/80 · 1980/81 · 1981/82 · 1982/83 · 1983/84 · 1984/85 · 1985/86 · 1986/87 · 1987/88 · 1988/89 · 1989/90 · 1990/91 · 1991/92 · 1992/93 · 1993/94 · 1994/95 · 1995/96 · 1996/97 · 1997/98 · 1998/99 · 1999/00 · 2000/01 · 2001/02 · 2002/03 · 2003/04 · 2004/05 · 2005/06 · 2006/07 · 2007/08 · 2008/09 · 2009/10 · 2010/11 · 2011/12 · 2012/13 · 2013/14 · 2014/15 · 2015/16 · 2016/17 · 2017/18 · 2018/19 · 2019/20 · 2020/21 · 2021/22 · 2022/23 · 2023/24 · 2024/25

Eredivisie · Eerste divisie · Johan Cruijff Schaal · KNVB Beker · Play-offs